# Felicidad AKINA NAKAMORI LIVE '97
『felicidad AKINA NAKAMORI LIVE '97』（フェリシダット・アキナ・ナカモリ・ライブ '97）は、日本の歌手中森明菜のライブ・ビデオ。1997年9月22日にユニバーサルビクターからリリースされた (VHS: MVVH-5, LD: MVLH-5)。

## 背景
『felicidad AKINA NAKAMORI LIVE '97』は、1997年に開催された中森の全国コンサート・ツアーFelicidadの1997年6月21日、東京国際フォーラムホールAでのライブ・パフォーマンスやオフシーンを含め完全収録したライブ映像作品である。この映像作品は、1997年9月22日に、VHS (MVVH-5)とレーザーディスク (MVLH-5)の2形態で同時発売された。プロデュースは中森が担当した。本作がユニバーサルビクター（旧・MCAビクター）時代の最後の映像作品となった。
中森がユニバーサルビクター（旧・MCAビクター）を離籍した後の2000年6月16日には、本作がDVD (MVBH-3)で再発売された。また、2002年に中森がユニバーサルミュージックに移籍した同年12月4日にも再発売された (DVD: UMBK-1048)。

## 批評
『CDジャーナル』は『felicidad AKINA NAKAMORI LIVE '97』について、これまでの経歴を集成したような楽曲で構成されており、「情感のこもったヴォーカルに圧倒される。」と批評した。

### リリース履歴
| 発売日        | レーベル                   | 規格 | 品番          | 備考                                       |
| ------------- | -------------------------- | ---- | ------------- | ------------------------------------------ |
| 1997年9月22日 | ユニバーサルビクター       | VHS  | MVVH-5        |                                            |
| 1997年9月22日 | ユニバーサルビクター       | LD   | MVLH-5        |                                            |
| 2000年6月16日 | ビクターエンタテインメント | DVD  | MVBH-3        | [ 4 ]                                      |
| 2002年12月4日 | ビクターエンタテインメント | DVD  | UMBK-1048     | [ 6 ]                                      |
| 2016年5月4日  | ユニバーサルミュージック   | DVD  | UPBH-1404～10 | 『中森明菜 THE LIVE DVD COMPLETE BOX』より |
| 2017年3月8日  | ユニバーサルミュージック   | DVD  | UPBY-9036     |                                            |
| 2020年10月7日 | ユニバーサルミュージック   | DVD  | UPBY-9110     |                                            |

## Felicidadツアー
Felicidad（フェリシダット）は、日本の歌手中森明菜のコンサート・ツアー。このツアーは1997年5月から6月にかけて開催された。
背景
Felicidadは、スタジオ・アルバム『SHAKER』を引っ提げ、1988年のFemme Fataleツアー以来9年ぶりに開催された中森の全国コンサート・ツアーである。本ツアーの最終日となった1997年6月21日の東京国際フォーラムホールAの公演でライブ収録が行われた。1997年9月22日には、同公演のライブ映像を収録したライブ映像作品『felicidad AKINA NAKAMORI LIVE '97』がリリースされた。
ツアー日程
1997年5月3日から1997年6月21日、全国14都市16公演
| 日付（1997年） | 都道府県 | 会場                                   |
| -------------- | -------- | -------------------------------------- |
| 5月3日         | 神奈川県 | 神奈川県民ホール                       |
| 5月10日        | 静岡県   | アクトシティ浜松                       |
| 5月13日        | 大阪府   | 大阪厚生年金会館                       |
| 5月14日        | 大阪府   | 大阪厚生年金会館                       |
| 5月16日        | 京都府   | 京都会館第一ホール                     |
| 5月18日        | 兵庫県   | 神戸国際会館ハーバーランドプラザホール |
| 5月21日        | 福岡県   | 福岡サンパレス                         |
| 5月23日        | 鹿児島県 | 鹿児島市民文化ホール                   |
| 5月26日        | 広島県   | 広島厚生年金会館                       |
| 5月30日        | 北海道   | 北海道厚生年金会館                     |
| 6月4日         | 宮城県   | 仙台市民会館                           |
| 6月8日         | 新潟県   | 新潟県民会館                           |
| 6月10日        | 石川県   | 金沢市観光会館                         |
| 6月13日        | 静岡県   | 静岡市民文化会館                       |
| 6月20日        | 東京都   | 東京国際フォーラムホールA              |
| 6月21日        | 東京都   | 東京国際フォーラムホールA              |

## 収録曲/セットリスト
| #  | タイトル             | 作詞       | 作曲             |
| -- | -------------------- | ---------- | ---------------- |
| 1. | 「月は青く」         | 岡部真理子 | 野田敏一         |
| 2. | 「水に挿した花」     | 只野菜摘   | 広谷順子         |
| 3. | 「Blue On Pink」     | 三浦徳子   | 国安わたる       |
| 4. | 「約束」             | 竹内まりや | 竹内まりや       |
| 5. | 「OH NO,OH YES!」    | 竹内まりや | 竹内まりや       |
| 6. | 「スローモーション」 | 来生えつこ | 来生たかお       |
| 7. | 「SOLITUDE」         | 湯川れい子 | タケカワユキヒデ |
| 8. | 「Fin」              | 松本一起   | 佐藤健           |

| #   | タイトル                        | 作詞       | 作曲     |
| --- | ------------------------------- | ---------- | -------- |
| 9.  | 「満月」                        | 三枝翔     | 山口一久 |
| 10. | 「桜」                          | 夏野芹子   | U-ki     |
| 11. | 「夜の匂い」                    | 岡部真理子 | 朝本浩文 |
| 12. | 「おいしい水」                  | 岡部真理子 | 朝本浩文 |
| 13. | 「赤い薔薇が揺れた」            | 夏野芹子   | 渡辺未来 |
| 14. | 「MOONLIGHT SHADOW-月に吠えろ」 | 高見沢俊彦 | 小室哲哉 |
| 15. | 「APPETITE」                    | 夏野芹子   | U-ki     |

| #   | タイトル                          | 作詞                          | 作曲                 |
| --- | --------------------------------- | ----------------------------- | -------------------- |
| 16. | 「LA BOHÈME」                     | 湯川れい子                    | 都志見隆             |
| 17. | 「BLONDE」                        | Biddu・Winston Sela・麻生圭子 | Biddu・Winston Sela  |
| 18. | 「La Liberté」                    | 森由里子                      | ジョーイ・カーボーン |
| 19. | 「SO MAD」                        | 冬杜花代子                    | 関根安里             |
| 20. | 「愛撫」                          | 松本隆                        | 小室哲哉             |
| 21. | 「TATTOO」                        | 森由里子                      | 関根安里             |
| 22. | 「飾りじゃないのよ涙は」          | 井上陽水                      | 井上陽水             |
| 23. | 「DESIRE -情熱-」                 | 阿木燿子                      | 鈴木キサブロー       |
| 24. | 「ミ・アモーレ〔Meu amor é･･･〕」 | 康珍化                        | 松岡直也             |

| #   | タイトル   | 作詞       | 作曲       |
| --- | ---------- | ---------- | ---------- |
| 25. | 「駅」     | 竹内まりや | 竹内まりや |
| 26. | 「難破船」 | 加藤登紀子 | 加藤登紀子 |

## クレジット
『felicidad AKINA NAKAMORI LIVE '97』のライナー・ノーツより
| - ALL PRODUCED & PERFORMED BY 中森明菜 ミュージシャン - キーボード、アレンジ: 藤原いくろう - マニピュレーター: NAOKI SUZUKI - ピアノ: 島健 - ベース: 長岡道夫 - アコースティック・ギター: 千代正行 - エレクトリック・ギター: KAORU KATO - パーカッション: MASATO KAWASE - コーラス: 広谷順子、YUKO KAWAI - サキソフォン: 黒葛野敦司 - ヴァイオリン: HIROYUKI KOIKE、KAORU HIROOKA - ビオラ: TAMIO SUZUKI - チェロ: TOMIO YAJIMA - ダンサーズ: STEVE HAYNS、RICHARD SOUL、SAMANTHA NILSON、ASHANTI SPELLMAN ツアー・スタッフ - ツアー・プロデュース: 内野二朗 (MUSIC LEAGUE)、KAZUTOSHI AMANO (MUSIC LEAGUE)、SHINJI YOSHIDA (MUSIC LEAGUE) - ツアー・マネジメント: TAKESHI MITSUYUKI (MUSIC LEAGUE) - ステージ・プロダクション・マネージャー: TOSHIHIKO USAMI (WET) - ステージ・マネージャーズ: NOBUYUKI KAWASHIMA (WET)、TAKAO INOUE (WET) - アート・ディレクション: YOSHINORI TAMURA (日本ステージ)、SHOUICHI SHIRAKI (日本ステージ) - 照明: YOSHIHARU HORII (WET)、KATSUMI OZAKI (WET)、MIHO YOSHINO (WET) - ムービング・ライト: YUMI YOKKAICHI (LIGHT OPEN) - P.A: TOSHIAKI NOGUCHI（東京音研）、TETSUYA NONAKA（東京音研）、KEN-ICHI KONDOH（東京音研） - テクニシャンズ: KAZUO NAKAYAMA（サウンドクルー)、TAKASHI KOTANI（サウンドクルー） - スペシャル・エフェクト: KAZUTAKA IKEDA (TOKKOU) - トランスポート: YASUAKI YAZAKI (TRANSWORLD)、SEIJI YASUI (TRANSWORLD) - ステージ・コスチューム・デザイン: KAZUE TOGAWA & FRIENDS - スタイリング: 東野邦子、TAMIKO AWANO、MAKI SATOH - ヘア、メイクアップ: MITSURU KOHNO (ALLURE)、佐々木篤 (ALLURE) - バンド・マネジメント: TAKASHI YOKOO (MUSIC LAND)、AKIHIKO HARA (MUSIC LAND) | ビデオ・スタッフ - カメラマン: NAOHIRO HASHIMOTO、JUN NAKAMURA、TSUYOSHI YOSHIDA、TETSUYA MIYOSHI、TOMOO SUGIBUCHI、MASAAKI OGASAWARA、EIJI SAITO、TAKAHIRO KOMAKI、YUTAKA FUNAKI、SHINICHI OTSUKI - ビデオ・エンジニアズ: MICHIO FUNAYAMA、TOTSUAKI NAKAMURA - VTR: HIDEHISA KOIDE、NOBUTAKA FUKUSHIGE - VTRシステム: IKEDAYA - DOLLY GRIP: HAJIME YASHIMA、NOBUYUKI ATSUTA、K&L - エディターズ: N.A.O、TAKATOSHI HIRATA、TAKABUMI KOYAKE、STUDIO WONDERS、BAY SIDE STUDIO - コンピュータ・グラフィック: HIROSHI MASHIMA - プロダクション・マネジメント: HIROSHI SEI、MIKIO HASEGAWA - アシスタント・ディレクター: YOSHINOBU HONDA - ビデオ・プロダクション: SIGNS - ビデオ・ディレクター: KOHICHI YAMAMOTO - エグゼクティヴ・プロデューサーズ: JUN USAMI（ユニバーサルビクター）、TOSHIAKI EDA (NAPC) - ディレクター: 宮脇秀有（ユニバーサルビクター） - プロモーター: JINICHI NAKAMURA（ユニバーサルビクター） UNIVERSAL VICTOR PUBLICITY - フォトグラファーズ: 塚田和徳、DAISUKE MOCHIKI、YUUKI OKADA - カバー・アート・ディレクション&デザイン: ATZSHI EVINA - カバー・コーディネーション: TOMOE OHNISHI（ユニバーサルビクター） - スペシャル・サンクス: MASA MATSUZAKI (WOWOW)、YUKIKO SATOH（日本ステージ）、SHINNOUSUKE SHIMAMURA (ZETA)、MASATOSHI NOMOTO（東京音研）、SYOICHIRO KIDERA (LIGHT OPEN)、KIYOSHI TAJIMA（プロデュース・コーバ）、KEN TSURUSHIMA (S&S)、HISAKATSU NAKASHIMA (SMILE)、NISHI - PRODUCED BY NAPC サウンド・スタッフ - レコーディング、ミックス・エンジニア: SEIGEN ONO (SAIDERA MASTERING LTD.) - M.Aエンジニア: YUKI AOKI (タムコ) - アシスタント・エンジニアズ: SHINCHI YANATORI (タムコ)、MIE NAKAZAWA (タムコ) - レコーディング、ミックス、M.A.: タムコ |

## 参照
1. 1 2 3 4 5 6 7  『felicidad AKINA NAKAMORI LIVE '97』（VHS）中森明菜、ユニバーサルビクター、1997年9月22日。MVVH-5。
2. 1 2  “中森明菜/live′97 Felicidad - TOWER RECORDS ONLINE”.  タワーレコード. 2012年8月4日閲覧。
3. 1 2  “中森明菜/AKINA NAKAMORI LIVE '97 felicidad - TOWER RECORDS ONLINE”.   タワーレコード. 2012年8月4日閲覧。
4. 1 2 3  “中森明菜/ライヴ'97〜felicidad [DVD] - CDJournal.com”.   音楽出版社. 2011年7月25日閲覧。
5. ↑  “BIOGRAPHY - - UNIVERSAL MUSIC JAPAN”.  ユニバーサルミュージック合同会社. 2012年8月4日閲覧。
6. 1 2 3  “中森明菜/live '97 felicidad [DVD] - CDJournal.com”.   音楽出版社. 2011年7月25日閲覧。
7. ↑  “新作アルバム「シェイカー」完成 明菜、9年ぶりツアー”. 朝日新聞（夕刊） (朝日新聞社):  7面、2版. (1997年4月15日)
8. ↑  水田静子「9年ぶりの全国ツアーで完全復活 中森明菜の愛と情熱」『JUNON』第25巻第9号、主婦と生活社、1997年9月1日、140-142頁。
9. ↑  （1988年）中森明菜『Femme Fatale』のツアー・パンフレット. ケン企画
10. ↑  （1997年）中森明菜『Felicidad』のツアー・パンフレット.